# Amaranthus lividus
Amaranthus lividus é uma espécie de planta herbácea da família Amaranthaceae. A espécie hoje tem distribuição cosmopolita, sendo encontrada em regiões tropicais e temperadas de todo o mundo. É apreciada como planta alimentícia não convencional e, ao mesmo tempo, considerada uma erva daninha em diversos cultivos.

## Características
Amaranthus lividus é uma planta herbácea anual que se distingue pelo seu hábito de crescimento majoritariamente prostrado ou decumbente (com ramos erguidos nas pontas), formando esteiras rentes ao solo, embora possa também crescer de forma mais ereta, atingindo até 60 centímetros de altura. Os caules são suculentos e frequentemente apresentam uma coloração avermelhada ou púrpura.
As folhas são alternadas, de formato oval a rômbico, com uma característica distintiva: o ápice da folha é geralmente emarginado, ou seja, possui um pequeno entalhe ou reentrância. A coloração das folhas é verde, mas pode adquirir tons avermelhados intensos, especialmente em cultivares selecionados para ornamentação. As inflorescências são pequenas e densas, de cor verde ou avermelhada, surgindo em glomérulos nas axilas das folhas e em espigas curtas no topo da planta.

## Distribuição
A espécie possui distribuição cosmopolita, tendo se adaptado a uma vasta gama de climas. No Brasil, é considerada nativa e ocorre em todo o território, sendo encontrada em todos os biomas. No Maranhão, é uma planta muito comum, prosperando em ambientes alterados pela ação humana, como quintais, hortas, lavouras, jardins e terrenos baldios, especialmente em solos férteis e úmidos.

## Cultivo e Cuidados
Como hortaliça, Amaranthus lividus é cultivada por suas folhas e caules jovens. Adapta-se bem a diferentes tipos de solo, mas prefere aqueles ricos em matéria orgânica e que retêm umidade. O cultivo deve ser feito sob sol pleno para um melhor desenvolvimento. É uma planta de ciclo curto, podendo ser colhida poucas semanas após o plantio.

## Propagação
A propagação de Amaranthus lividus ocorre principalmente por sementes, que são produzidas em grande quantidade. As sementes são pequenas, pretas e brilhantes, e germinam facilmente em condições de luz e umidade adequadas. A dispersão é feita pelo vento, água e também por animais.

## Usos Culinários e Medicinais
- Culinária: As folhas e caules tenros são consumidos cozidos, refogados, em sopas, tortas e saladas (após branqueamento). Seu sabor é suave e agradável, semelhante ao espinafre. É uma excelente fonte de vitaminas A e C, e minerais como ferro e cálcio.[4]
- Medicinal: Na medicina tradicional, a planta é utilizada para tratar inflamações, problemas de pele e como um emoliente suave. O suco das folhas é por vezes empregado para aliviar problemas respiratórios. Pesquisas indicam que a planta possui compostos com atividade antioxidante.[3]

## Estado de conservação
A espécie Não foi Avaliada (NE) pela União Internacional para a Conservação da Natureza (IUCN). Sua ampla distribuição global, abundância e seu caráter como erva daninha em muitas regiões indicam que a espécie não enfrenta risco de extinção. A maior preocupação relacionada a Amaranthus lividus é seu manejo em sistemas agrícolas, onde pode competir com as culturas plantadas.